# 信楽村
信楽村（しがらきむら）は、愛知県南設楽郡にかつて存在した村。
現在の新城市の一部（八束穂・川路・竹広・大海・有海など）に該当する。

## 歴史
- 1878年（明治11年） - 清井田村、新間村、柳田村、宮脇村、下々村が合併し、八束穂村となる。
- 1889年（明治22年）10月1日 - 八束穂村、川路村、竹広村、大海村、有海村が合併し、信楽村が発足。
- 1906年（明治39年）5月1日 - 平井村、石座村と合併し、東郷村発足。同日信楽村は廃止。